# Theronia flaviceps
Theronia flaviceps är en stekelart som först beskrevs av Brulle 1846.  Theronia flaviceps ingår i släktet Theronia och familjen brokparasitsteklar. Inga underarter finns listade i Catalogue of Life.